# Vodka Energy
Il Vodka Energy è un cocktail appartenente alla categoria dei long drinks a base di vodka ed energy drink. È un cocktail dall'apparenza alcolica leggera, in quanto il gusto dell'energy drink copre quello della vodka, la quale lascia solo un leggero retrogusto.

## Preparazione

### Ingredienti
- 34 cL di vodka
- 64 cL di energy drink

### Procedimento

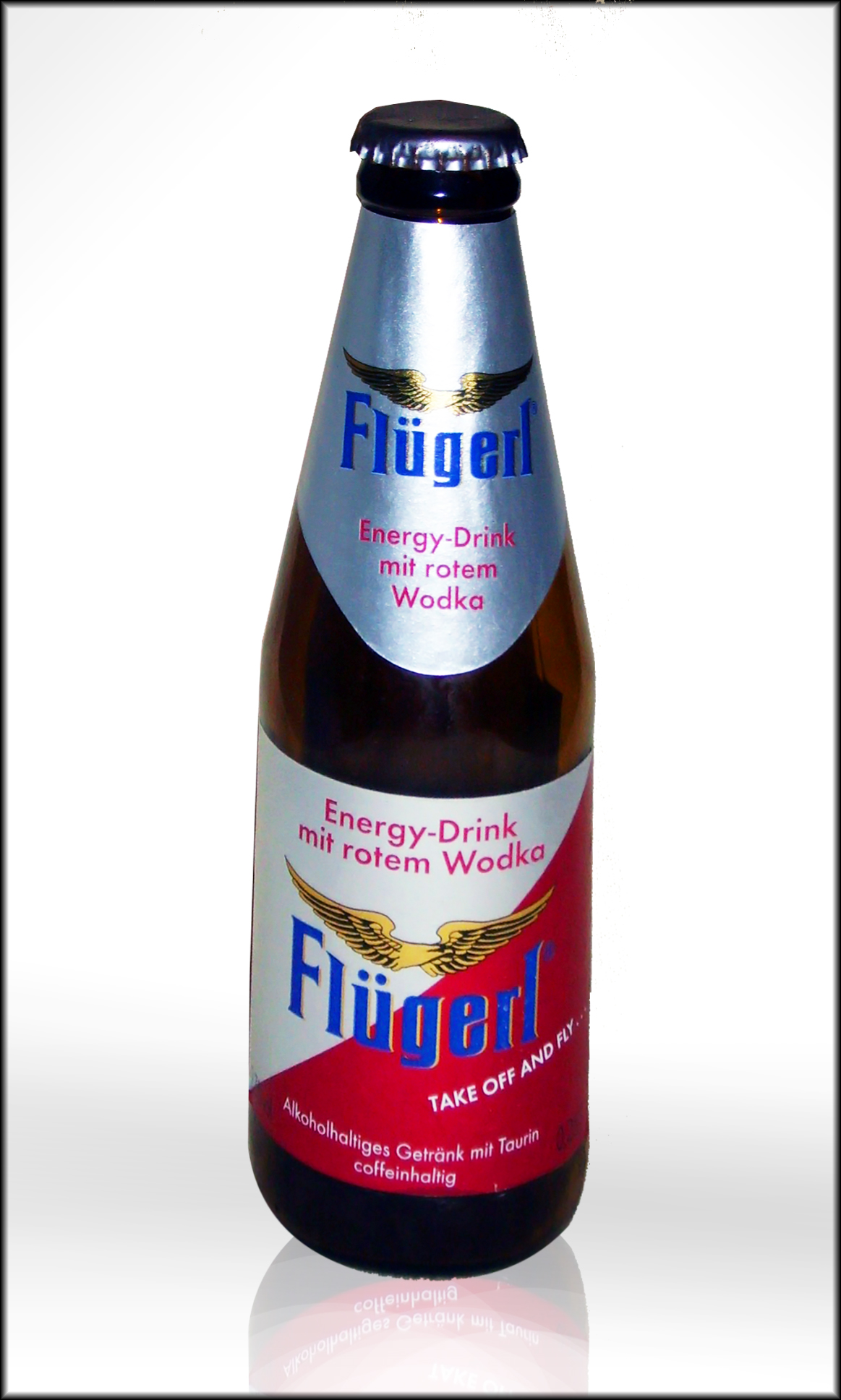
Bottiglia di Flügerl

Servire in un bicchiere tipo highball, con o senza ghiaccio, guarnire volendo con una fetta di limone o arancia. Spesso nelle discoteche viene servito, per maggiore comodità, un bicchiere con vodka e ghiaccio e una lattina di energy drink.

### Varianti
Le possibili varianti si basano sull'utilizzo di vodke aromatizzate o dal rapporto fra i due ingredienti:
- Double Vodka Red Bull (o DVR), preparato raddoppiando la quantità di vodka e diminuendo quella dell'energy drink.
- Vodka Energy alla Fragola (o Scarlett Bull, Ferrari), preparato con vodka aromatizzata alla fragola
- Vodka Energy alla Pesca (o Yellow Bull, Lamborghini), preparato con vodka aromatizzata alla pesca
- Vodka Energy alla Menta (o Green Bull, Jaguar), preparato con vodka aromatizzata alla menta
- Black Vodka Energy' (o Black Bull, Black Rider), preparato con vodka nera
- Vodka Red Bull Powerade (o VRP), preparato miscelando un classico vodka energy con uno sport drink.

Esiste inoltre una versione premiscelata commercializzata in Germania e Austria, la Flügerl, disponibile anche nella versione Black e Red, ovvero miscelata con vodka nera e vodka rossa.

## Storia
Non esiste un inventore ufficiale del cocktail, ma è probabile che la bevanda abbia avuto origine in Austria negli anni novanta, per poi diffondersi rapidamente nel nuovo millennio in Europa e America. La fama del cocktail è cresciuta di pari passo alla fama degli energy drink, consumato soprattutto nei locali notturni e da una fascia d'età compresa fra i 18-30 anni. È conosciuto con diversi nomi:
- Vodka Red Bull, il nome più comune in Italia e nei paesi dove la Red Bull è l'energy drink più commercializzato.
- Byk, traslitterazione del termine russo бык, toro.
- VRB, iniziali del cocktail, termine usato soprattutto negli Stati Uniti.
- Wodka E, termine usato in Germania.
- Gummibärli, termine usato in Austria e alcune parti della Svizzera.
- Vod Bull, abbreviazione del nome, utilizzata soprattutto nei paesi anglofoni.
- Vod Bomb, altra variazione soprattutto anglofona.
- Verdone, è il nome utilizzato soprattutto nella zona di Verona e provincia per indicare il cocktail con la presenza di vodka alla menta.

## Critiche
Il Vodka Energy è una miscela di alcool con una bevanda ad alto tasso di caffeina (amED); sono state mosse varie critiche a questo mix, in quanto l'effetto eccitante della caffeina ottunde la sensazione depressiva dell'alcol: così facendo la mente non è in grado di recepire la reale capacità alterata del fisico, e l'individuo non si sente ubriaco, e aumentano le possibilità che il bevitore continui a bere, con il rischio di un'intossicazione acuta da alcool, o che agisca come se fosse sobrio, quindi mettendosi, ad esempio, alla guida di un veicolo. Sebbene non ci siano leggi che ne vietano la preparazione, vi sono varie ricerche scientifiche che consigliano un consumo moderato in merito agli effetti del mix; vi sono varie iniziative a livello europeo per l'etichettatura che favorisca un consumo responsabile di tali bevande. In Svezia, in particolare, dopo la morte di tre studenti, sono state emesse misure di allerta riguardo al consumo.